# مصطفی صالحی
مصطفی صالحی (درگذشت ۱۵ مرداد ۱۳۹۹ در زندان دستگرد، اصفهان) از معترضان اعتراضات دی ۱۳۹۶ ایران بود که در سال ۱۳۹۶ در شهر کهریزسنگ از توابع شهرستان نجف‌آباد، استان اصفهان دستگیر شد.

## بازداشت و محکومیت
او در جریان این اعتراضات بازداشت و در نهایت در ۱۵ مرداد ۱۳۹۹ اعدام شد. قوه قضاییه جمهوری اسلامی، حکم اعدام صالحی را شرکت در اعتراضات دی ۱۳۹۶ و قتل سجاد شاه‌سنایی (از پاسداران سپاه) به ضرب گلوله دانست. حکم اعدام صالحی در شرایطی اجرا شد که چهار اصفهانی بازداشت شده در دی ۱۳۹۶ نیز در انتظار اجرای حکم اعدام قرار داشتند و دادگستری استان اصفهان، محمد بسطامی، عباس محمدی، مجید نظری کندری و هادی کیانی را به جرم محاربه و قیام مسلحانه علیه حکومت به اعدام محکوم کرده بود.

### نپذیرفتن اتهام از سوی متهم
صالحی هیچ‌گاه اتهام قتل را نپذیرفت و در همه مراحل بازجویی و بازپرسی و در دادگاه، اتهام دست داشتن در قتل پاسدار مقتول را رد کرد و ضمن پافشاری بر بی‌گناهی خود، بارها از قاضی خواست که با بررسی دوربین‌های امنیتی، اگر شاهدی بر گناهکاری او دارد، به دادگاه احضار کنند؛ ولی درخواست‌هایش نادیده گرفته شد.

## درگذشت
او در سحرگاه چهارشنبه ۱۵ مردادماه ۱۳۹۹در زندان دستگرد واقع در اصفهان اعدام شد. به گفته خبرگزاری هرانا، او پس از انتقال به سلول انفرادی جهت اجرای حکم اعدام، در ۲۴ ساعت پایان عمرش نتوانست با خانواده‌اش تماس بگیرد.

## واکنش‌ها
اعدام مصطفی صالحی واکنش‌های متعددی را در پی داشت. پیش از آن، انتشار گزارش‌ها از اعدام قریب‌الوقوع سه معترض بازداشت‌شده در آبان ۹۸ (امیرحسین مرادی، محمد رجبی و سعید تمجیدی)، موج مجازی و گسترده‌ای در اعتراض به احکام اعدام شکل گرفت، که بازتاب جهانی پیدا کرد.

### رضا پهلوی
رضا پهلوی پس از اعدام صالحی، در ۱۶ مرداد ۱۳۹۹ در صفحه توییتر خود با انتشار تصویری از صالحی، او را ستاره‌ای خواند «در آسمان پرستاره دلیران و قهرمانان میهن».

### نازنین بنیادی
نازنین بنیادی، بازیگر و فعال حقوق بشر، نیز در پُستی توئیتری از اعدام آقای صالحی بر پایه به تعبیر او «اعتراف‌های اجباری» ابراز نگرانی کرده بود. همچنین سازمان عفو بین‌الملل در بیانیه‌ای اعلام کرد که نگرانی‌های جدی در خصوص دادرسی ناعادلانه از جمله شکنجه، سایر بدرفتاری‌ها و محرومیت از دسترسی به وکیل انتخابی در مرحله تحقیقات وجود داشته‌است و اجرای این حکم بار دیگر نشان می‌دهد که مقامات جمهوری اسلامی بیشتر به دنبال انتقام جویی هستند، نه عدالت.

### دیگران
شاهد علوی، روزنامه‌نگار و فعال حقوق بشر با انتشار توئیتی تأکید کرد که صالحی، هیچ‌گاه اتهام قتل را بر عهده نگرفته بود.